# 岩島由佳
岩島 由佳（いわしま ゆうか、2002年9月16日 - ）は、日本の女子バレーボール選手である。

## 来歴
愛知県豊田市出身。
2018年、誠信高等学校に進学。2021年、全日本高等学校選手権大会（春高バレー）でベスト8に進出した。
2021年、東京女子体育大学に進学。2022年、東日本大学選手権大会（東日本インカレ）で準優勝を果たした。同年末、V.LEAGUE DIVISION1 WOMEN（V1女子）に所属するトヨタ車体クインシーズのV.LEAGUEメンバーに登録され、2022/23シーズンは、シーズン途中からインターン選手としてリーグ戦に参加することとなった。同シーズンにV1女子の試合に出場し、Vリーグデビューを果たした。
2023年、V・サマーリーグ東部大会に全日本学生選抜代表として出場した。2023-24シーズンも引き続き、シーズン途中からトヨタ車体クインシーズの選手としてV.LEAGUEに登録された。
2024年12月、クインシーズ刈谷の2025年度内定選手として発表された。

## 所属チーム
- 誠信高等学校（2018-2021年）
- 東京女子体育大学（2021年-）
  - トヨタ車体クインシーズ/クインシーズ刈谷（2023年、2024年）